# Enrico Schönfeld (1906.)
Enrico (de) Schönfeld d. Ä. (Zadar, 15. listopada 1906. – Arco, Italija, 20. listopada 1942.), talijanski fašistički državni dužnosnik, najstariji sin poznatog zadarskog knjižara, izdavača, nakladnika i tiskara Enrica. 1939. se je godine s obitelji preselio iz Zadra u Rijeku, gdje je bio ravnateljem fašističkog Ufficio provinciale delle Corporazioni.